# Большая Вашкаранда
Большая Вашкаранда — деревня в Холмогорском районе Архангельской области.

## География
Находится в центральной части Архангельской области на расстоянии приблизительно 6 км на северо-восток по прямой от административного центра района села Холмогоры в юго-восточной части острова Ухтостров в нижнем течении реки Северная Двина.

## История
В 1859 году здесь (тогда деревня Вашкаранская Холмогорского уезда Архангельской губернии) было учтено 11 дворов. До 2022 года входила в Ухтостровское сельское поселение до его упразднения.

## Население
Численность населения: 60 человек (1859 год), 20 (русские 95 %) в 2002 году, 15 в 2010.